# Timbres de France 1998
Cet article recense les timbres-poste de France émis en 1998 par La Poste.

## Généralités

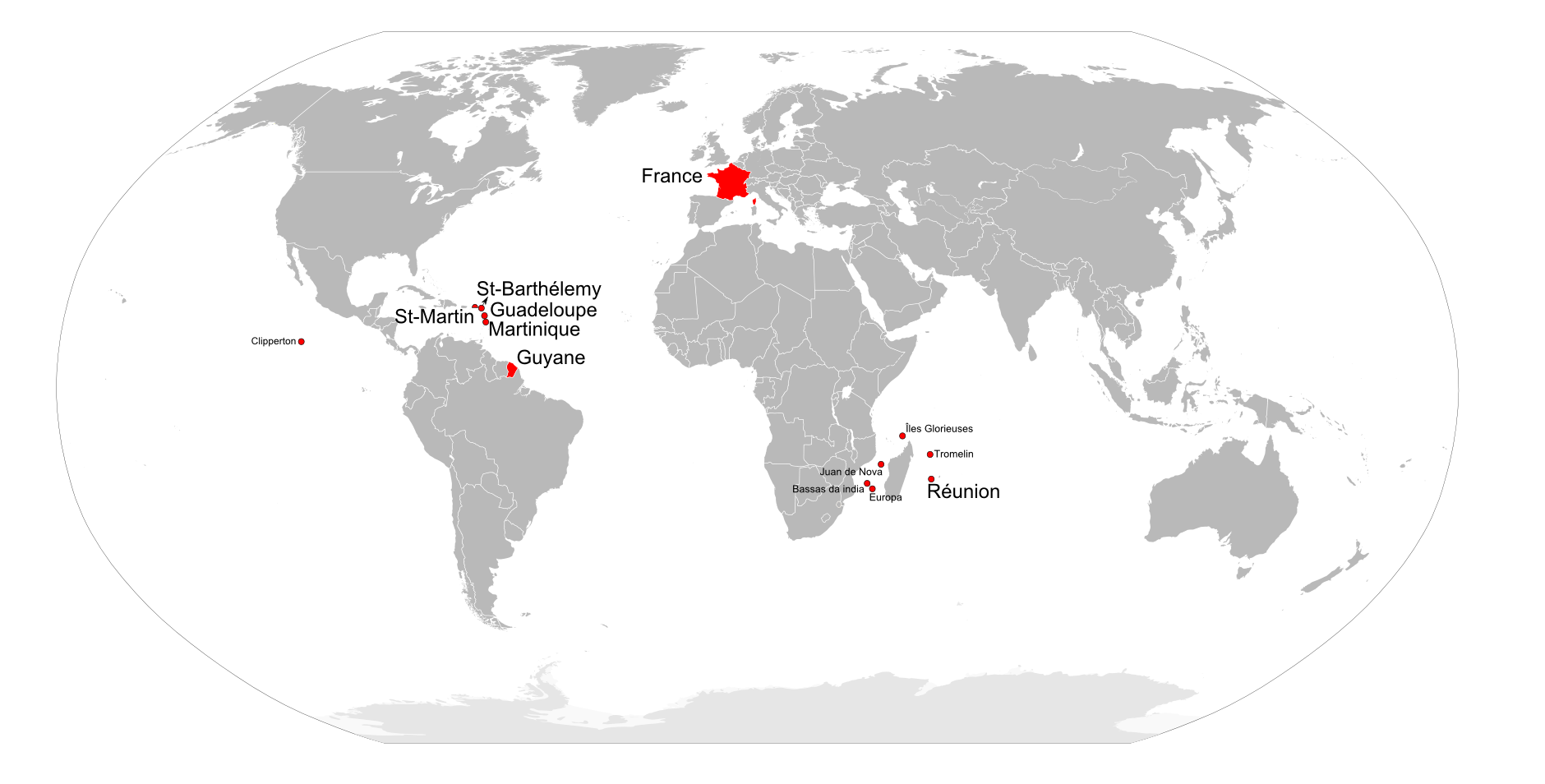
Lieu d'utilisation des timbres de France. Pour les territoires inhabités, l'utilisation est théorique, mais possible par les missions militaires et scientifiques.

Les émissions portent la mention « République française - La Poste 1998 » et une valeur faciale libellée en franc français (FRF).
Ces timbres sont en usage sur le courrier au départ de la France métropolitaine, de la Corse et des quatre départements d'outre-mer (Guadeloupe, Guyane, Martinique et Réunion).

### Programme philatélique
Le programme philatélique de France pour 1998 a été fixé par des arrêtés du ministère de l'Industrie et appliqué par le Service national du timbre-poste et de la philatélie (SNTP). Les timbres sont imprimés par l'Imprimerie des timbres-poste et valeurs fiduciaires, près de Périgueux, qui est signifié sur les timbres par le sigle ITVF imprimé en dessous de l'illustration.
Les arrêtés fixant le programme 1998 sont signés par le secrétaire d'État à l'Industrie.
Introduits en 1997, deux timbres à message, dits « semi-permanents » par La Poste à cause de leur durée de vente, sont émis en 1998. Du côté des timbres commémoratifs, trois thèmes bénéficient de plusieurs timbres : les dernières émissions annonçant la Coupe du monde de football de 1998 organisée en France (augmentées d'un timbre hors-programme à l'occasion de la victoire de l'équipe de France), l'annonce de l'exposition philatélique internationale Philexfrance 99 et le 40e anniversaire de la Constitution de la Ve République.

## Tarifs
Les tarifs postaux en vigueur sont ceux du 18 mars 1996, convertis en euro le 1er janvier 2002, et valables jusqu'au 1er juin 2003. Voici les tarifs réalisables avec un seul timbre, carnet ou bloc émis en 1998 :
Tarifs intérieurs :
- 2,70 FRF : carte postale et lettre de moins de 20 grammes en service économique.
- 3 FRF : lettre de moins de 20 grammes en service prioritaire.
- 4,50 FRF : lettre de 20 à 50 grammes en service prioritaire.
- 6,70 FRF : lettre de 50 à 100 grammes en service prioritaire.

Tarifs pour l'étranger :
L'étranger est réparti en six zones géographiques.
- 2,70 FRF : carte postale et lettre de moins de 20 grammes en service économique à destination de la zone 1 (Europe occidentale).
- 3 FRF : lettre de moins de 20 grammes à destination de la zone 1.
- 4,40 FRF : lettre de moins de 20 grammes à destination de l'Amérique du Nord, de l'Asie centrale, du Moyen-Orient et du Proche-Orient (zone 4).
- 4,90 FRF : lettre de moins de 20 grammes à destination de l'Amérique centrale et du Sud, de l'Asie de l'Est et des Caraïbes (zone 5).
- 15 FRF : lettre du 3e échelon de poids à destination de l'Océanie (zone 6).

## Légende
Pour chaque timbre, le texte rapporte les informations suivantes :
- date d'émission, valeur faciale et description,
- formes de vente,
- artistes concepteurs et genèse du projet,
- manifestation premier jour,
- date de retrait, tirage et chiffres de vente,

ainsi que les informations utiles pour une émission donnée.

## Janvier

### Michel Debré 1912-1996. 1958 - la Constitution
Le 16 janvier, est émis un timbre de 3 FRF en hommage à Michel Debré, un des principaux auteurs de la Constitution de la Ve République dont le quarantième anniversaire de la promulgation a lieu le 4 octobre 1998, comme le rappelle une mention à gauche du portrait. Sur la droite, un dessin bleu et rouge évoque la fusée Ariane dont Debré fut un des promoteurs.
Le timbre est dessiné par Olivier Debré, le frère de Michel Debré. Imprimé en héliogravure, il est conditionné en feuille de cinquante exemplaires.
Retiré de la vente le 14 août 1998, il s'est vendu à environ 7,65 millions d'exemplaires.

### Coupe du monde de football: Bordeaux et Saint-Denis
Le 26 janvier, sont émis les deux derniers timbres sur les villes accueillant des matches de la coupe du monde de football de 1998, organisée du 10 juin au 12 juillet en France. Comme pour les deux séries de quatre timbres chacune de juin 1996 et juin 1997, un joueur en action est représenté sur un fond d'une couleur hachurée de deux autres couleurs. Sur fond bordeaux à hachures bleu et rouge, le timbre sur Bordeaux et le stade du Parc Lescure montre un joueur en train d'achever un tir. Hachuré de rouge et jaune sur fond vert, le joueur représentant Saint-Denis et le Stade de France effectue une aile de pigeon sur le côté gauche.
Dessiné par Louis Briat, les deux timbres sont imprimés en héliogravure en feuille de cinquante.
Ils sont retirés le 31 décembre 1998, comme tous les timbres émis pour cet événement depuis décembre 1995. Environ 8,1 millions de chacun des deux timbres sont vendus.

### Coupe du monde de football: bloc des villes organisatrices
Le 26 janvier, est émis un bloc-feuillet reprenant les dix timbres sur les villes organisatrices de la coupe du monde de football de 1998, organisée du 10 juin au 12 juillet en France. Autour d'une vignette large de deux timbres reproduisant une photographie aérienne du Stade de France de nuit, sont disposés les dix timbres, séparés par un espace pour éviter que la couleur de fond de l'un n'empiète sur le timbre voisin. Les dix villes d'accueil sont : Bordeaux, Lens, Lyon, Marseille, Montpellier, Nantes, Paris, Saint-Denis, Saint-Étienne et Toulouse. Elles sont représentées par un joueur en action, avec en fond, les couleurs dominantes des clubs résidents ou des villes des neuf stades (le Stade de France de Saint-Denis n'a pas de club résident en 1998). 
Les timbres du bloc se distingue de huit des timbres par l'année imprimée sur eux (1998 au lieu de 1996 et 1997). La typographie permet également de les reconnaître : la signature d'artiste et la mention « ITVF » sont plus courtes sur les timbres du bloc (moins d'un centimètre pour « BRIAT »), et l'espace entre les mentions « RÉPUBLIQUE FRANÇAISE » et « LA POSTE » y est plus large (1 millimètre sur le bloc).
Les timbres sont l'œuvre de Louis Briat et sont imprimés en héliogravure.
Ce bloc clôt les émissions sur les villes organisatrices effectuées en trois fois depuis juin 1996 ; en mars, est émis le dernier timbre du programme philatélique sur cet événement sportif. Comme l'ensemble des timbres émis pour la coupe du monde, le bloc est retiré de la vente le 31 décembre 1998 et s'est vendu à environ 4,4 millions d'exemplaires.

### Assemblée nationale 1798-1998
Le 26 janvier, est émis un timbre de 3 FRF pour le bicentenaire de l'installation d'une assemblée législative au palais Bourbon, siège de l'Assemblée nationale. Le 21 janvier 1798, le Conseil des Cinq-Cents du Directoire prend place dans une nouvelle salle de cet édifice. Sur un fond bleu foncé, est imprimé un dessin rouge : une foule se dirigeant vers la façade à colonnes du palais Bourbon.
Pour le graveur Jacques Jubert, ce timbre est un exemple en 1998 d'une « technique graphique inadaptée au sujet traité » : « son écriture gestuelle "transgressante", dans le genre graffiti, n'est certainement pas en phase avec notre perception culturelle de cette institution monumentale ».
Le timbre est dessiné par Ernest Pignon-Ernest et imprimé en héliogravure en feuille de cinquante unités.
Il est retiré de la vente le 14 août 1998.

## Février

### Bonne fête
Le 2 février, est émis un timbre de vœu de 3 FRF pour souhaiter une « bonne fête ». Sur fond de bouquet de fleurs, un ange-facteur transporte une lettre affranchie par un cœur, liant l'émission à la fête de la Saint-Valentin. Il s'agit du deuxième timbre « Bonne fête » après celui de 1997 et d'un précurseur des timbres de Saint-Valentin en forme de cœur émis à partir de l'année suivante.
L'illustration est signée Claude Andréotto. Le timbre est imprimé en héliogravure en feuille de cinquante exemplaires.
Il est retiré le 10 mars 2000 - 2 ans de vente correspondant à la catégorie nouvelle des « timbres semi-permanents » de La Poste, entre les timbres commémoratifs (quelques mois) et les timbres d'usage courant (plusieurs années).

### Le médiateur de la République 1973-1998
Le 9 février, est émis un timbre de 3 FRF pour le 25e anniversaire de la création du médiateur de la République, chargé d'améliorer les relations entre les citoyens et l'administration. Sur le dessin, un homme bleu est mis en avant ; sur sa gauche, des personnages gris laissent place à droite à des personnes bleues et rouges.
Le timbre est dessiné par Aurélie Baras et est imprimé en offset en feuille de cinquante.
Environ 8 millions de timbres sont vendus avant le retrait de la vente le 14 août 1998.

### Journée du timbre: Blanc 1900
Le 23 février, à l'occasion de la Journée du timbre, est émis un timbre de 3 FRF sur le type Blanc, série d'usage courant émise en 1900. La partie supérieure de son illustration : la « déesse de la Liberté tenant la balance de l'Égalité, et la Fraternité (symbolisée par deux angelots) » colorée en orange sur un fond vert. Les timbres de feuille et trois timbres du carnet portent une surtaxe de 0,60 FRF au profit de la Croix-Rouge française. Le produit de la vente des quatre timbres sans surtaxe du carnet sert à financer l'Association pour le développement de la philatélie.
Le type Blanc de Joseph Blanc est redessiné par Charles Bridoux et le timbre gravé par Claude Jumelet. Imprimé en taille-douce, le timbre est conditionné en feuille de quarante exemplaires à surtaxe et en un carnet de trois surtaxés et quatre sans surtaxe. Pour les timbres à surtaxe, ceux de feuille sont dentelés 13½ × 13 contre 13½ dents pour 2 cm sur les deux côtés des timbres de carnet.
Carnets et feuilles sont retirés le 14 août 1998. Environ 1,7 million de timbres de feuilles et environ 965 000 carnets ont été vendus, soit environ 8,455 millions de timbres individuels.

## Mars

### Abbé Franz Stock 1940: aumônier des prisons

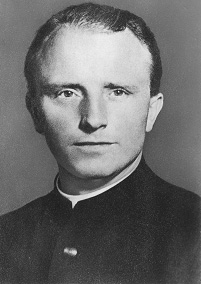
Photographie de Franz Stock.

Le 2 mars, est émis un timbre de 4,50 FRF en hommage à l'abbé allemand Franz Stock, qui fit office d'aumônier des prisons à Paris et au Mont Valérien pendant l'occupation allemande, au cours de la Seconde Guerre mondiale. Ensuite, jusqu'en 1947, il anime un séminaire dans un camp de prisonniers allemands à Chartres. Son portrait voisine avec une croix latine en haut à droite du timbre.
L'illustration est réalisée et gravée par Marie-Noëlle Goffin. Le timbre est imprimé en taille-douce en feuille de cinquante.
Environ 5 millions de timbres sont vendus jusqu'au retrait du 14 août 1998.

### France 98 Coupe du monde
Le 2 mars, est émis un timbre rond de 3 FRF pour annoncer la Coupe du monde de football organisé du 10 juin au 12 juillet 1998, en France. Un ballon bleu portant le logotype de la manifestation est posé sur une mosaïque de quadrilatères colorés évoquant des drapeaux souvent fictifs. La forme ronde est une première en France ; en février 1999, La Poste émet un timbre en forme de cœur. Le timbre rond gommé est vendu avec un pourtout de papier de forme carré ; la dentelure permet de détacher le timbre si son acheteur le souhaite. Ce timbre est le dernier prévu au programme philatélique sur le thème de cet événement sportif. Cependant, la victoire de l'équipe de France provoque l'émission d'un nouveau timbre le 13 juillet 1998.
Le timbre rond est dessiné par Louis Briat et imprimé en héliogravure en feuille de trente exemplaires gommés et en carnet de dix exemplaires autocollants à dentelure ondulée.
Feuilles et carnets sont retirés le 31 décembre 1998, comme les autres timbres annonçant la Coupe du monde. Environ 36 millions de timbres gommés et 8 millions de carnets autocollants sont vendus, soit environ 116 millions de timbres individuels.

### Abbaye de Cîteaux 1098-1998 - Côte-d'Or
Le 16 mars, est émis un timbre de 3 FRF pour le 900e anniversaire de l'abbaye de Cîteaux qui fut le lieu de la création de l'Ordre cistercien par Robert de Molesme. Elle se trouve actuellement dans le département de la Côte-d'Or. Le timbre présente une vue du bâtiment entourée du dessin de deux colonnes au pied desquelles sont assises deux statues de moines au travail.
Le timbre est dessiné et gravé par Pierre Albuisson et est imprimé en taille-douce en feuille de cinquante exemplaires.
Environ 9,5 millions de timbres sont vendus avant le retrait.

### Joyeux anniversaire
Le 16 mars, est émis un timbre de vœu de 3 FRF pour souhaiter un « joyeux anniversaire » : sur un fond jaune et orange, une bougie brûle. Sa fumée s'étale de la gauche vers la droite du timbre.
Le dessin de Céline Boinnard est mis en page par Aurélie Baras. Le timbre est imprimé en héliogravure en feuille de cinquante unités.
Environ 7,5 millions d'exemplaires sont vendus avant le retrait.

### Réunion de Mulhouse à la France 1798-1998
Le 16 mars, est émis un timbre commémoratif de 3 FRF pour le bicentenaire de la réunion de la ville de Mulhouse à la France. Indépendante et allié aux cantons suisses depuis la guerre de Trente Ans, elle se réunit à la France dans laquelle elle est enclavée, le 15 mars 1798. Le timbre est illustré d'une scène d'époque des célébrations de la réunion.
L'illustration est dessinée par Jean-Paul Véret-Lemarinier. Le timbre est imprimé en héliogravure en feuille de quarante exemplaires.
Environ 9,1 millions de timbres sont vendus avant le retrait de la vente.

## Avril

### Saint-Pierre, patrimoine réunionnais
Le 6 avril, est émis un timbre touristique de 3 FRF représentant une maison représentative du patrimoine de La Réunion, et qui se trouve à Saint-Pierre.
Le timbre est dessiné par Jean-Paul Cousin et gravé par Claude Jumelet. Il est imprimé en taille-douce en feuille de cinquante.
Environ 8,3 millions de timbres sont vendus jusqu'au retrait de la vente.

### Édit de Nantes 1598-1998
Le 20 avril, est émis un timbre commémoratif de 4,50 FRF pour le 400e anniversaire de l'édit de Nantes. Une composition graphique place à gauche le roi Henri IV, et sur la droite deux hommes qui se serrent la main, inscrits dans un rond doré.
Le dessin est signé Charles Bridoux. Le timbre est imprimé en (offset en feuille de cinquante exemplaires.
Environ 5,4 millions de timbres sont vendus.

### René Magritte,Le Retour
Le 20 avril, dans le cadre d'une émission conjointe avec la Belgique, est émis un timbre artistique de 3 FRF reproduisant Le Retour, peinture du surréaliste belge René Magritte. Au-dessus d'un paysage nocturne et d'un nid d'oiseau contenant trois œufs, vole un grand oiseau dont le plumage permet de voir un ciel diurne ponctué de quelques nuages.
L'œuvre de Magritte est mis en page dans un cadre bleu foncé par Myriam Voz et Thierry Martin, connu sous la signature MVTM sur les timbres de Belgique. Le timbre est imprimé en héliogravure en feuille de trente exemplaires.
Environ 9,17 millions de timbres sont vendus.
Le timbre de Belgique de 17 francs belges est mis en vente anticipée le 18 avril. La mise en page des mentions est symétrique à celle du timbre de France (« RÉPUBLIQUE FRANÇAISE » à gauche « BELGIQUE BELGIË » à droite).

### Abolition de l'esclavage 1848-1998
Le 27 avril, est émis un timbre commémoratif de 3 FRF pour le 150e anniversaire de l'abolition de l'esclavage en France et dans ses colonies par le décret du 27 avril 1848 pris par Alphonse de Lamartine pour le gouvernement provisoire sous l'impulsion de Victor Schœlcher. L'illustration est une création représentant un homme noir portant un bicorne orné d'une cocarde tricolore. Il se tient face à un motif rouge sur un fond blanc.
L'œuvre est signée du peintre français d'origine haïtienne Hervé Télémaque, mise en page par Aurélie Baras. Le timbre est imprimé en offset en feuille de trente unités.
Retiré le 6 décembre 1998, le timbre s'est vendu à environ 8,4 millions d'exemplaires.

### Eugène Delacroix,Entrée des croisés dans Constantinople
Le 27 avril, est émis un timbre artistique de 6,70 FRF reproduisant un détail de la peinture à l'huile Entrée des Croisés à Constantinople d'Eugène Delacroix, réalisée en 1840.
L'œuvre est mise en page par Aurélie Baras et imprimé en taille-douce à l'aide d'une gravure de Pierre Albuisson. Le conditionnement se fait en feuille de trente timbres.
Environ 4,8 millions de timbres sont vendus jusqu'au retrait du 6 décembre 1998.

## Mai

### Le Gois - île de Noirmoutier - Vendée
Le 4 mai, est émis un timbre touristique de 3 FRF représentant le paysage du passage du Gois, en noir sur un fond orangé foncé uni. Ce chemin relie à marée basse l'île de Noirmoutier au reste de la Vendée.
Le timbre est conçu par Louis Briat et imprimé en héliogravure en feuille de cinquante.
Environ 8,4 millions de timbres sont vendus avant le retrait du 6 décembre 1998.

### Les Journées de la lettre: la lettre au fil du temps
Le 11 mai, sont émis six timbres de 3 FRF sous la forme d'une bande de six types différents et d'un carnet de douze timbres autocollants (deux jeux de six) sur le thème de la correspondance. L'émission est titrée, notamment sur les marges du carnet « les Journées de la lettre : la lettre au fil du temps ». Sur cinq dessins, une enveloppe timbrée est mise en scène en détournant des repères religieux et historiques : colombe ramenant une lettre à Noé jusqu'à son arche, scribe égyptien gravant l'adresse sur une enveloppe en argile, messager athénien courant une lettre à la main, chevaliers en armure dont la lance est du matériel d'écriture et le bouclier une enveloppe, et un astronaute postant une lettre dans un astéroïde-boîte aux lettres. Le sixième timbre présente Voltaire écrivant.
Cette émission est la seconde intitulée Journées de la lettre après celle émise en mai 1997. Elles font écho aux carnets La communication de février 1988 et Le plaisir d'écrire d'octobre 1993.
La série est dessinée par Henri Galeron et mise en page par Michel Durand-Mégret. Les timbres sont imprimés en héliogravure en feuille de sept bandes verticales et en un carnet de douze timbres autocollants.
Le retrait de la vente a lieu le 10 septembre 1999. Environ 2,35 millions de bandes verticales et 2,9 millions de carnets sont vendus, soit 48,9 millions de timbres individuels au total.

### Ligue des droits de l'homme 1898-1998
Le 11 mai, est émis un timbre commémoratif de 4,40 FRF pour le centenaire de la Ligue des droits de l'homme. Sur un fond de ciel bleu, un personnage simplifié vole à l'aide d'ailes de papillon. Le logotype de la Ligue est reproduit en bas à gauche de l'illustration.
Le timbre est dessiné par René Dessirier et imprimé en héliogravure en feuille de cinquante.
Il est retiré le 6 décembre 1998. Environ 4,6 millions de timbres sont écoulés.

### Henri Collet 1885-1951
Le 18 mai, est émis un timbre de 4,50 FRF en hommage au compositeur Henri Collet. Son portrait voisine avec une de ses partitions.
Le timbre est dessiné et gravé par André Lavergne pour une impression en taille-douce en feuille de cinquante exemplaires.
Environ 5,45 millions de timbres sont vendus avant le retrait.

### Pablo Picasso,Le Printemps
Le 18 mai, est émis un timbre artistique de 6,70 FRF reproduisant Le Printemps de l'artiste cubiste espagnol Pablo Picasso. Dans un paysage verdoyant, un homme dort à droite de ce qui ressemble à une chèvre.
L'œuvre est mise en page par Michel Durand-Mégret sur un timbre imprimé en offset en feuille de trente unités.
Environ 6,6 millions de timbres sont vendus jusqu'au 11 décembre 1998, date du retrait de la vente.

## Juin

### Dunkerque -71econgrèsde la FFAP

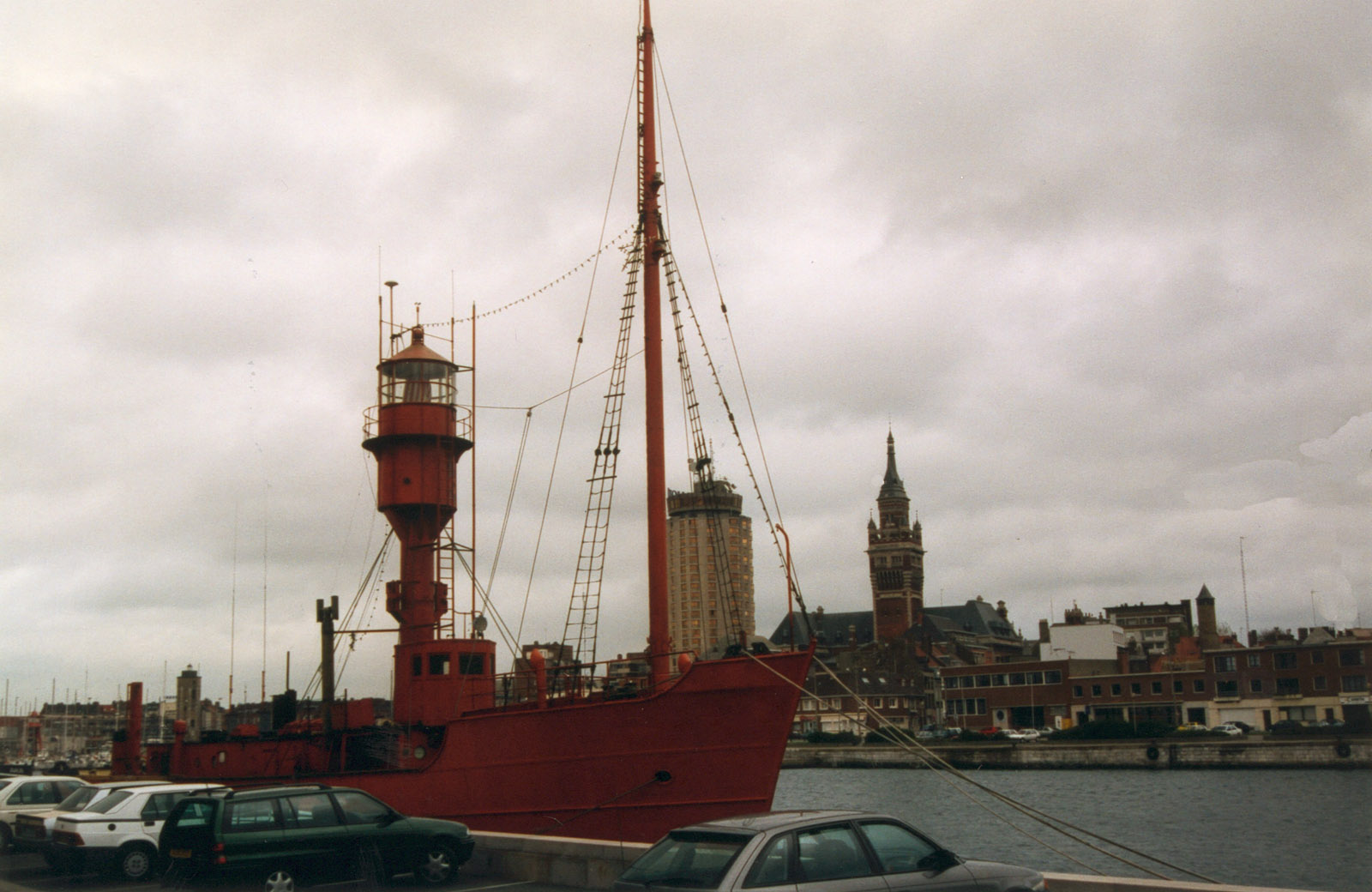
Le navire rouge du musée portuaire visible au deuxième plan du timbre.

Le 2 juin, à l'occasion du 71e congrès de la Fédération française des associations philatéliques, est émis un timbre de 3 FRF sur Dunkerque, la ville d'accueil. Elle est représentée par trois lieux : au premier plan, le Reuze Papa en bleu évoque le carnaval ; au second plan, un navire rouge conservé au musée portuaire ; au dernier plan, le beffroi et l'église Saint-Éloi en orange.
Le timbre est dessiné et gravé par André Lavergne. Il est imprimé en taille-douce en feuille de quarante exemplaires.
Le timbre est retiré le 11 décembre 1998. Il s'en est vendu environ 9,75 millions d'exemplaires.

### Le Mont-Saint-Michel
Le 8 juin, est émis un timbre touristique de 3 FRF consacré au Mont-Saint-Michel, dessiné comme s'il était entièrement entouré d'eau assez limpide pour le refléter.
Le dessin est signé Louis Briat. Le timbre est imprimé en héliogravure en feuille de trente.
Environ 13 millions de timbres sont vendus avant le retrait le 11 décembre 1998.

### Europa: Fête de la Musique
Le 15 juin, dans le cadre de l'émission Europa, est émis un timbre de 3 FRF sur le thème commun « Fêtes et festivals ». Il a été choisi la Fête de la musique, organisée le 21 juin, premier jour de l'été depuis 1982. Le dieu Pan joue d'une flûte dont le son se traduit par des traits de couleur sur un fond bleu foncé.
Le timbre est dessiné par Christian Broutin et mis en page par Charles Bridoux. Il est imprimé en héliogravure en feuille de cinquante.
Retiré le 11 décembre 1998, le timbre est vendu à environ 11 millions d'unités.

### Baie de Somme
Le 29 juin, est émis un timbre de 3 FRF présentant une vue aérienne de la baie de Somme, espace naturel humide protégé.
Le timbre est dessiné par Jean-Paul Véret-Lemarinier et est imprimé en héliogravure en feuille de quarante exemplaires.
Environ 9,5 millions de timbres sont vendus jusqu'au retrait de la vente le 11 décembre 1998.

## Juillet

### Château de Crussol - Ardèche
Le 6 juillet, est émis un timbre touristique de 3 FRF représentant les ruines du château de Crussol, situé sur une hauteur de la rive droite du Rhône, en Ardèche. Le château en pierre est édifié au XIIe siècle au sommet d'une colline et d'une falaise occupé dès l'Antiquité. Il est abandonné définitivement à partir du XVIIe siècle. Les restes de l'édifice sont dessinés en jaune clair et vert-jaune sur un fond de ciel bleu.
Le timbre est dessiné et gravé par Claude Jumelet. Imprimé en taille-douce, il est conditionné en feuille de cinquante.
Le retrait de la vente a lieu le 11 décembre 1998. Environ 10 millions de timbres sont vendus.

### France 98 Champion du monde
Le 13 juillet, est émis le timbre rond de 3 FRF du 2 mars précédent, retouché pour faire figurer la mention « Champion du monde FRANCE » à la suite de la victoire de l'équipe de France en finale de la coupe du monde de football, le 12 juillet 1998.
L'illustation du timbre rond est une création de Louis Briat imprimé en héliogravure en feuille de trente.
Le timbre rond spécialement émis pour la victoire de l'équipe de France est retiré le 31 décembre 1998, avec l'ensemble des timbres émis à l'occasion de la Coupe du monde depuis décembre 1995. Environ 12,4 millions d'exemplaires de ce timbre ont été vendus.

## Septembre

### Stéphane Mallarmé 1842-1898
Le 7 septembre, est émis un timbre de 4,40 FRF pour le centenaire du poète Stéphane Mallarmé. Son portrait sépare deux fonds : un bleu nuit sur la gauche de l'illustration et un ciel nuageux de beau temps sur sa droite.
Le timbre est illustré par Jean-Paul Véret-Lemarinier. L'impression est réalisé en offset et en taille-douce à partir d'une gravure de Pierre Albuisson. Le conditionnement se fait en feuille de cinquante exemplaires.
Environ 3,5 millions de timbres sont vendus jusqu'au retrait de la vente.

### Aéro-Club de France 1898-1998
Le 14 septembre, est émis un timbre commémoratif de 3 FRF pour le centenaire de l'Aéro-Club de France. L'illustration est une composition qui laisse une grande place à une interprétation colorée du nom de cette association d'aviateurs, en présentant également quatre aéronefs : un des premiers avions en bas, une montgolfière à droite, un avion de ligne moderne et une fusée se dirigeant vers l'espace.
L'illustration est signée Jame's Prunier. Le timbre est imprimé en héliogravure en feuille de cinquante.
Environ 9,2 millions de timbres sont vendus.

### Antoine de Saint-Exupéry,Le Petit Prince
Le 14 septembre, pour annoncer l'exposition philatélique internationale Philexfrance 99, sont émis cinq timbres de 3 FRF issus du conte le Petit Prince d'Antoine de Saint-Exupéry. La série est en vente indivisible sous la forme de deux conditionnements différents. Tout d'abord, au prix de la valeur faciale (15 FRF), est disponible une bande horizontale des cinq timbres, avec deux petites vignettes placées sous les deux timbres verticaux et rappelant le nom de l'écrivain et annonçant l'exposition. Ensuite, au prix de 25 FRF, un bloc-feuillet illustré de petits moutons et de petits renards, deux des animaux du roman ; les dix francs de surtaxe sont reversés à l'Association pour le développement de la philatélie, organisatrice de Philexfrance '99.
Les dessins de Saint-Exupéry sont mis en page par Charles Bridoux. Les timbres sont imprimés en héliogravure.
La bande de cinq est retirée de la vente le 10 mars 2000 et le bloc le 31 mars 2000.

### Palais impérial de Beijing et palais du Louvre de Paris
Le 14 septembre, dans le cadre d'une émission conjointe avec la République populaire de Chine, sont émis deux timbres sur deux palais situés dans les capitales respectives des deux pays. Le 3 francs représente le Palais impérial de Beijing, connu également sous le nom de la Cité interdite. Le 4,90 FRF est consacré au palais du Louvre en montrant la cour carrée. Le coin inférieur droit des deux timbres est orné d'une statue animalière chinoise : un lion pour « Palais impérial - Beijing » et un dragon pour « Palais du Louvre - Paris ».
Les timbres sont dessinés par Claude Andréotto et imprimés en héliogravure en feuille de quarante exemplaires.
Environ 9,4 millions de timbres de 3 FRF et 4,5 millions de timbres de 4,90 FRF sont vendus.

### Collégiale de Mantes-la-Jolie - Yvelines

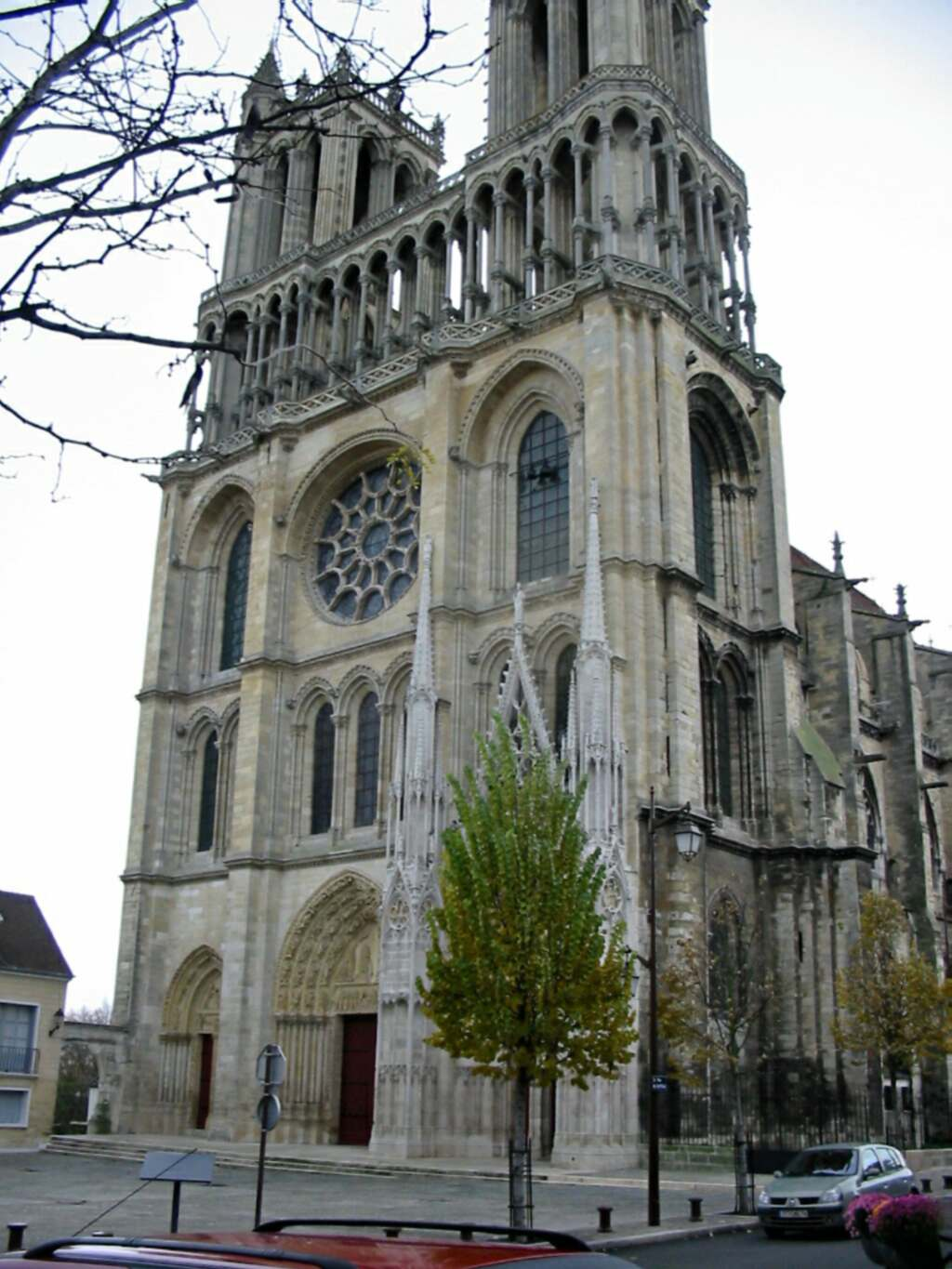
La Collégiale dans une perspective proche de celle du timbre.

Le 21 septembre, est émis un timbre de 4,40 FRF sur la Collégiale Notre-Dame de Mantes-la-Jolie, église gothique des XIIe et XIIIe siècles.
L'illustration est dessinée et gravée par Ève Luquet. Le timbre est imprimé en taille-douce en feuille de quarante.
Environ 3,9 millions de timbres sont vendus jusqu'au retrait.

### Opéra de Paris - Palais Garnier
Le 21 septembre, est émis un timbre de 4,50 FRF sur l'Opéra de Paris installé dans le palais Garnier. La composition rappelle les activités artistiques de l'opéra : le profil rose translucide d'une danseuse et un violon sur fond de rideau rouge. L'émission a lieu à l'occasion du centenaire de la mort de l'architecte Charles Garnier, créateur du palais.
La composition est signée Claude Andréotto. Le timbre est imprimé en héliogravure en feuille de quarante exemplaires.
Environ 6,4 millions de timbres sont vendus.

### Nature de France: chevaux
Le 29 septembre, dans la série annuelle Nature de France, sont émis quatre timbres représentant chacun une race de chevaux. Le 2,70 FRF montre « le camarguais » (ou Camargue, tandis que les deux timbres de 3 FRF sont illustrés de photographies d'un pottok et d'un trotteur. Le dernier timbre sur l'ardennais, un cheval de trait, a une valeur de 4,50 FRF.
Les photographies de Pierre Aubanel (« le camarguais »), Schneider de l'agence Campagne (« le pottok »), Kanny de l'agence Pix (« le trotteur ») et Varin-Visages frères de l'agence Jacana (« l'ardennais ») sont mises en page par Roxanne Jubert sur des timbres imprimés en héliogravure en feuille de quarante.
Le timbre de 2,70 FRF est le plus vendu avec environ 19,4 millions d'exemplaires pour 10,7 et 10,1 pour les deux 3 FRF (respectivement, « le pottok » et « le trotteur »). Environ 6,9 millions de timbres « l'ardennais » ont trouvé preneur ou utilisateur.

## Octobre

### Salon de l'auto 1898-1998
Le 3 octobre, est émis un timbre commémoratif de 3 FRF pour le centenaire du Mondial de l'automobile de Paris, nommé sur le timbre « Salon de l'Auto ». Sur un fond arc-en-ciel, deux voitures stylisées vues de profil sont comparées : une des premières automobiles et une sorte de Formule 1.
Le timbre est dessiné par Pascale Pichot et imprimé en héliogravure en feuille de trente.
Environ 8,85 millions d'exemplaires sont écoulés.

### La Constitution 1958-1998
Le 5 octobre, est émis un timbre commémoratif de 3 FRF pour le 40e anniversaire de la Constitution de la Cinquième République, anniversaire déjà évoqué par un timbre en hommage à son principal rédacteur Michel Debré, émis en janvier 1998. Tourné vers la gauche, le profil tricolore de Marianne est disposé sur le drapeau français. Sur la gauche, un « Ve » gris complète la légende « LA CONSTITUTION / 1958 - 1998 ».
Le dessin signé Raymond Moretti est mis en page par Jean-Paul Cousin sur un timbre imprimé en héliogravure en feuille de cinquante.
Le timbre s'est vendu à environ 9,6 millions d'exemplaires.

### Personnages célèbres: acteurs du cinéma français
Le 5 octobre, dans le cadre de l'émission annuelle Personnages célèbres, est émis une série indivisible de six timbres de 3 FRF et un carnet les reprenant. Ils portent une surtaxe de 60 centimes au profit de la Croix-Rouge française. Les photographies des acteurs sont représentées bleutées comme projeter sur un écran de cinéma, dans une salle dont on distingue les spectateurs. Ont été choisis : Bernard Blier, Jean Gabin, Louis de Funès, Romy Schneider, Simone Signoret et Lino Ventura.
Les timbres sont dessinés et mis en page par Louis Briat et imprimés en héliogravure en feuille et en un carnet de six différents.
Environ 1,13 million de séries sont vendus, ainsi que 945 000 carnets (soit environ 12,45 millions de timbres individuels).

### La tour de la liberté à Saint-Dié - Vosges
Le 5 octobre, est émis un timbre touristique de 3 FRF représentant la tour de la liberté à Saint-Dié dans le département des Vosges (la commune est devenue Saint-Dié-des-Vosges en 1999). Le monument contemporain est installé depuis 1990, alors qu'elle fut exposée dans le jardin des Tuileries à Paris pour le bicentenaire de la Révolution française.
Le monument des architectes Nicolas Normier et Jean-Marie Hennin est représenté par un dessin gravé d'Ève Luquet. Le timbre est imprimé en taille-douce en feuille de cinquante exemplaires.
La mise en vente anticipée coïncide avec le 9e Festival international de géographie.
Environ 9,4 millions de timbres sont vendus avant le retrait de la vente.

### Meilleurs vœux
Le 8 octobre, est émis un bloc-feuillet de dix timbres de vœu de fin d'année de 3 FRF de cinq types différents reprenant deux illustrations. Deux dessins sont utilisés : un Père Noël pratiquant le snowboard avec légende « BONNE ANNÉE » et une maison dont la façade est décorée pour Noël (« MEILLEURS VŒUX »). Trois combinaisons de couleurs sont employées pour le Père Noël : ciel jaune, vert ou violet ; et deux pour la maison : verte sur ciel rouge et inversement. Ce bloc est la seconde émission « Meilleurs vœux » émise en France après celle de 1997 et qui ne soit pas un timbre Croix-Rouge.
Les timbres sont dessinés par Aurélie Baras et imprimés en un bloc de dix en héliogravure.
Retiré le 10 mars 2000, ce bloc s'est vendu à environ 4 millions d'exemplaires, soit 40 millions de timbres individuels.

### Marcel Duchamp,Neuf Moules Mâlic
Le 19 octobre, pour le 20e anniversaire de la mort de Marcel Duchamp, est émis un timbre artistique de 6,70 FRF reproduisant Neuf moules mâlic de 1914-1915, qui servit d'étude à une autre œuvre de l'artiste Grand Verre.
L'œuvre est reproduite sur un timbre mis en page par Louis Briat et imprimé en héliogravure en feuille de trente.
Environ 4 millions de timbres sont vendus.

### 1914-1918
Le 19 octobre, est émis un timbre commémoratif de 3 FRF pour le 80e anniversaire de la fin de la Première Guerre mondiale. Dans un cadre gris foncé, la composition accumule des morceaux des drapeaux des pays belligérants.
Le timbre est créé par Raymond Moretti et mis en page par Charles Bridoux. Il est imprimé en héliogravure en feuille de quarante.
Environ 7,2 millions d'exemplaires sont vendus.

## Novembre

### Union mondiale pour la nature 1948-1998
Le 5 novembre, est émis un timbre de 3 FRF pour le cinquantenaire de l'Union mondiale pour la nature, une organisation non gouvernementale œuvrant pour la conservation de la nature dans le monde entier. L'illustration est une composition de plusieurs photographies : un enfant, une étoile de mer, une fleur et des macareux. Cette espèce d'oiseaux protégée en France qui a fait l'objet d'une émission sur la « protection de la nature » en novembre 1960.
Le timbre est réalisé par Pascale Pichot et est imprimé en offset en feuille de quarante unités.
Environ 4 millions de timbres sont vendus.

### Croix-Rouge
Le 7 novembre, dans le cadre de l'émission annuelle Croix-Rouge, est émis un timbre de 3 FRF et un carnet de dix de ces timbres représentant un lutin vêtu de rouge marchant sur une boule de Noël. Une surtaxe de 0,60 FRF est ajoutée à la valeur faciale et reversée à la Croix-Rouge française.
L'illustration de Pierre-Marie Valat est mise en page par Charles Bridoux. Le timbre est imprimé en héliogravure en feuille de trente exemplaires et en carnet de dix. Les timbres de feuilles se reconnaissent à une dentelure de 13½ × 13 par rapport à 12½ × 13 pour un timbre du carnet.
Environ 1,33 million de timbres de feuillet et 790 000 carnets, soit environ 9,23 millions de timbres individuels en tout.

### Médecins sans frontières
Le 23 novembre, est émis un timbre de 3 FRF en hommage à l'organisation non gouvernementale Médecins sans frontières et reproduisant une caricature de Plantu. Sur le dessin, un enfant clame que « plus tard, je serai médecin sans frontière ! », ce à quoi une dame répond à la mère du petit : « il vous aura vraiment tout fait ! »
Le dessin de Plantu est mis en page par Charles Bridoux sur un timbre imprimé en héliogravure en feuille de quarante exemplaires.
Environ 8,4 millions de timbres sont vendus.

## Décembre

### Paul Gauguin,Vision après le sermon

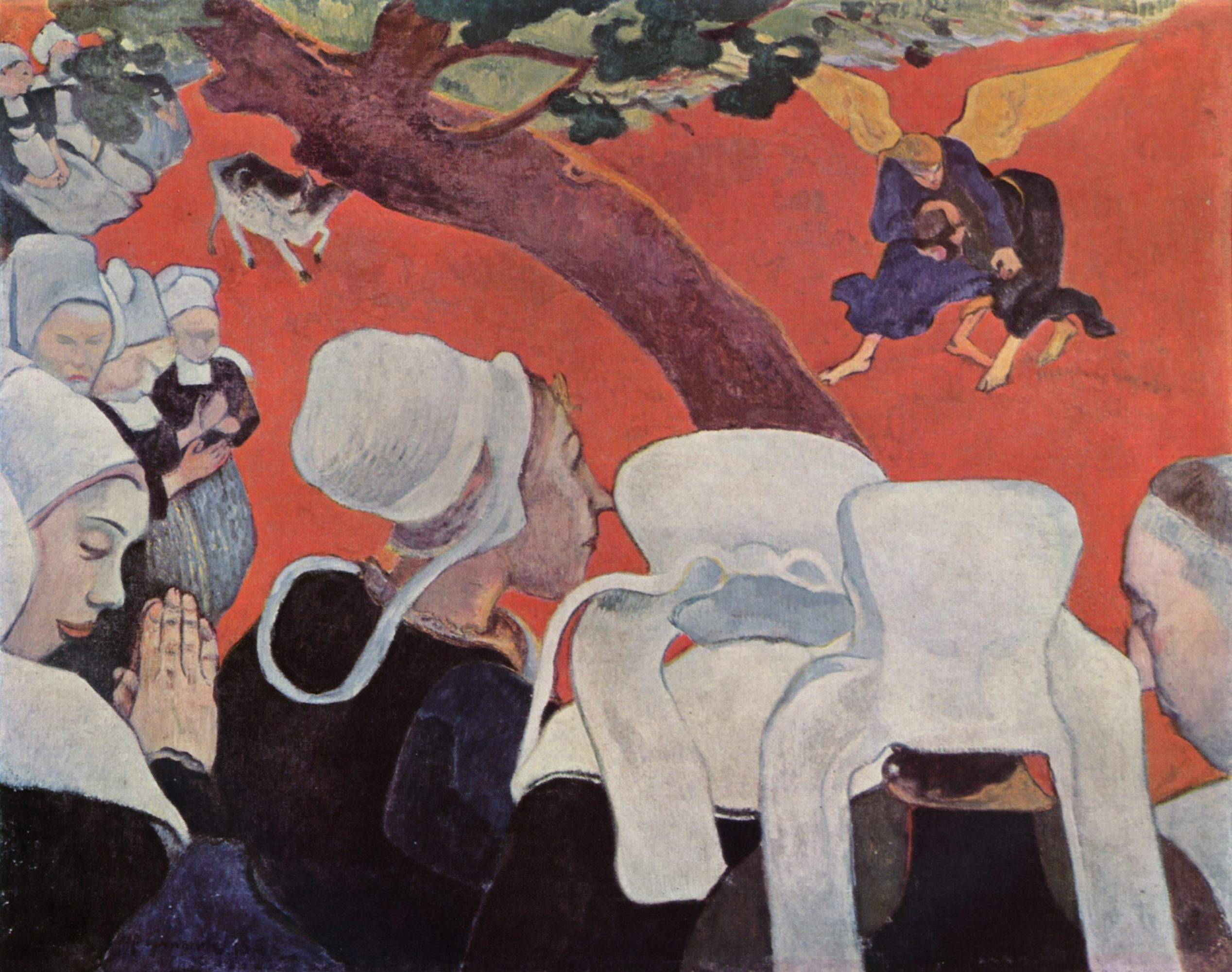
Vision après le sermon.

Le 7 décembre, est émis un timbre artistique de 6,70 FRF reproduisant une peinture de Paul Gauguin, Vision après le sermon. Des femmes bretonnes en coiffe et un curé observent un ange se battre avec un homme.
L'œuvre est mise en page par Aurélie Baras. Le timbre est imprimé en héliogravure en feuille de trente.
Environ 4,9 millions de timbres sont vendus.

### Parlement européen de Strasbourg
Le 7 décembre, est émis un timbre de 3 FRF pour annoncer l'inauguration du bâtiment du Parlement européen à Strasbourg, vue en volumes simplifiés sur fond bleu à gauche et jaune à droite.
Le bâtiment créé par l'agence Architecture-studio est dessiné par Jean-Paul Cousin. Le timbre est imprimé en héliogravure en feuille de cinquante.
Environ 9 millions de timbres sont vendus.

### Déclaration universelle des droits de l'homme 1848-1998
Le 11 décembre, sont émis deux timbres de 3 FRF pour le cinquantenaire de la Déclaration universelle des droits de l'homme. Le premier commémore l'événement historique. En haut, sont reproduits les portraits d'Eleanor Roosevelt, veuve du président Franklin Delano Roosevelt et présidente de la commission chargée de la rédaction du texte, et de René Cassin, un des principaux auteurs. En dessous, une vue aérienne du palais de Chaillot à Paris, où l'Assemblée générale de l'Organisation des Nations unies a adopté la Déclaration, le 10 décembre 1948. Au centre, se trouve le logotype du cinquantenaire. Le second timbre montre autour d'un globe terrestre quatre visages d'habitants du monde.
Les deux timbres sont mis en page par Aurélie Baras et imprimés en offset en feuille de trente.
Retirés le 10 septembre 1999, les timbres se sont vendus à environ 7,85 millions d'exemplaires pour les quatre visages et 5,5 millions pour le second.

### Le radium 1898-1998
Le 16 décembre, est émis un timbre de 3 FRF pour le centenaire de la découverte du radium. Sur fond orange, des cercles concentriques jaunes sur blanc entourent un point violet.
Le timbre est dessiné par Michel Durand-Mégret et est imprimé en héliogravure en feuille de cinquante.
Retiré le 10 septembre 1999, le timbre s'est vendu à environ 6,4 millions d'unités.

### Sources
- Catalogue de cotations de timbres de France, éd. Dallay, 2005-2006, pages 452-457.